# Vladimirkathedraal (Kiev)
De Vladimirkathedraal (Oekraïens: Володимирський собор, Volodymyrs'kyj sobor) in het centrum van de hoofdstad Kiev is de belangrijkste kathedraal van het Kievse patriarchaat van de Oekraïens-Orthodoxe Kerk patriarchaat van Kiev en werd tussen 1859 en 1882 gebouwd. De werkzaamheden aan het interieur van de kathedraal duurden nog tot 1886. Enkele schilderijen zijn van nog latere datum, zodat de wijding van de kerk pas op 1 september 1896 plaatsvond. Het gebouw is in neo-Byzantijnse stijl opgetrokken en meerdere architecten en kunstenaars hebben zich met de bouw beziggehouden. In 1897 nam Mykola Pymonenko deel aan het decoreren van de kathedraal en ontving hij de Orde van Sint-Anna voor zijn werk aldaar.

## Geschiedenis
Het voornemen om de kathedraal te bouwen ontstond in 1852 om het 900-jarig jubileum van de kerstening van het Kievse Rijk, de voorloper van het huidige Rusland, Oekraïne en Wit-Rusland, door de heilige Vladimir te vieren. De met giften gefinancierde bouw begon in 1859, het gebouw zelf was in 1882 gereed, maar het rijk gedecoreerde interieur kwam eerst in 1886 gereed. Tijdens de Pools-Russische Oorlog werd de kathedraal beschadigd. Daarna werd het gebouw bestemd als Museum van het Atheïsme. Later werd de kerk gebruikt als archiefruimte. Sinds 1944 en na de Tweede Wereldoorlog herkreeg de kerk haar oorspronkelijke bestemming. Echter, tot aan het einde van de Sovjet-Unie werden de priesters in de uitoefening van hun beroep beperkt. In de Vladimirkathedraal worden de relikwieën van de heilige Barbara bewaard, afkomstig uit het in de jaren 30 vernietigde katholikon van het Klooster van de Heilige Michaël.

## Architectuur
De kathedraal is 49 meter hoog en heeft zeven vergulde koepels, drie apsissen en zes pilaren. Het gebouw is rijk met mozaïeken en fresco's gedecoreerd. De beschilderingen van de kerk zijn van de hand van beroemde Russische schilders zoals Michail Nesterov, Viktor Vasnetsov en Michail Vroebel.